# Melierax poliopterus
Melierax poliopterus е вид птица от семейство Ястребови (Accipitridae).

## Разпространение
Видът е разпространен в Джибути, Етиопия, Кения, Сомалия, Танзания и Уганда.